# مارتن بابجاك

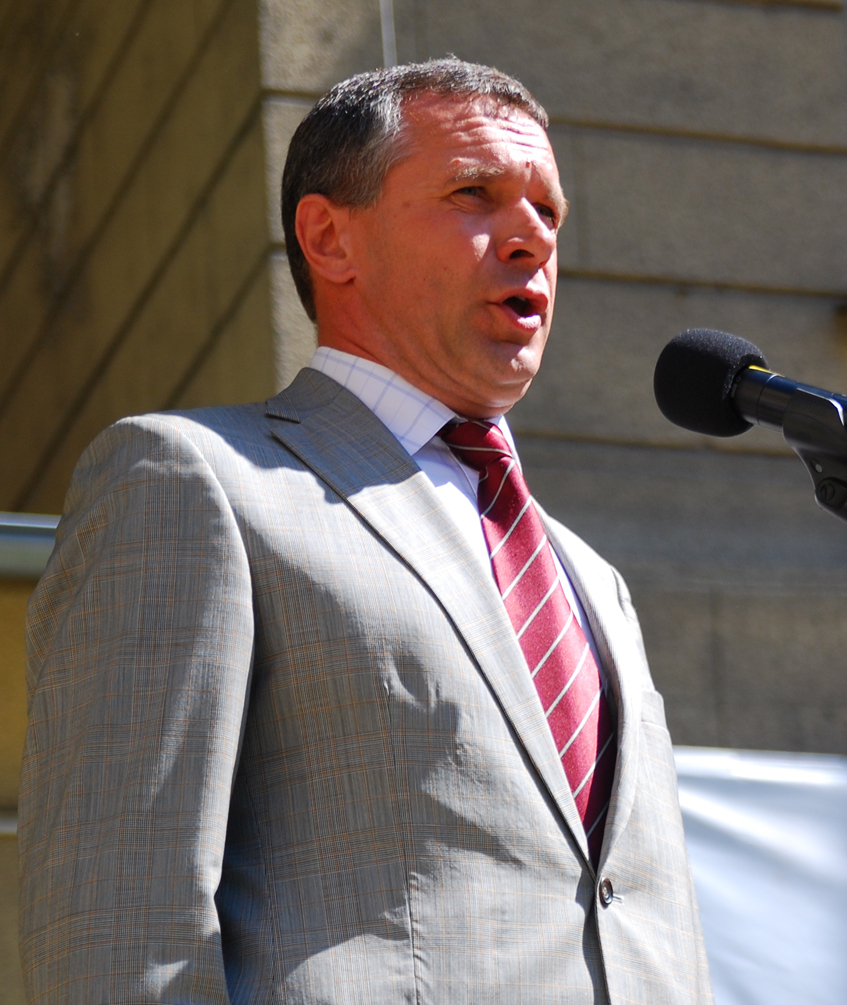
مارتن بابجاك

مارتن بابجاك (ولد 15 سبتمبر 1960 بانسكا بيستريتسا) هو باريتون أوبرالي سلوفاكي معروف، فاز بالعديد من المسابقات الغنائية الدولية وكان المغني الرئيسي في المسرح الوطني السلوفاكي عام 1989. ظهر كفنان ضيف في دور الأوبرا في ألمانيا والنمسا وسويسرا وإسبانيا وفرنسا والنرويج ومصر وكندا والولايات المتحدة واليابان وجمهورية التشيك. وقد تميز بشكل خاص في تجسيد الأدوار من أوبرات فولفغانغ أماديوس موزارت وجياكومو بوتشيني وجوزيبي فيردي.